# Criminalità in Italia

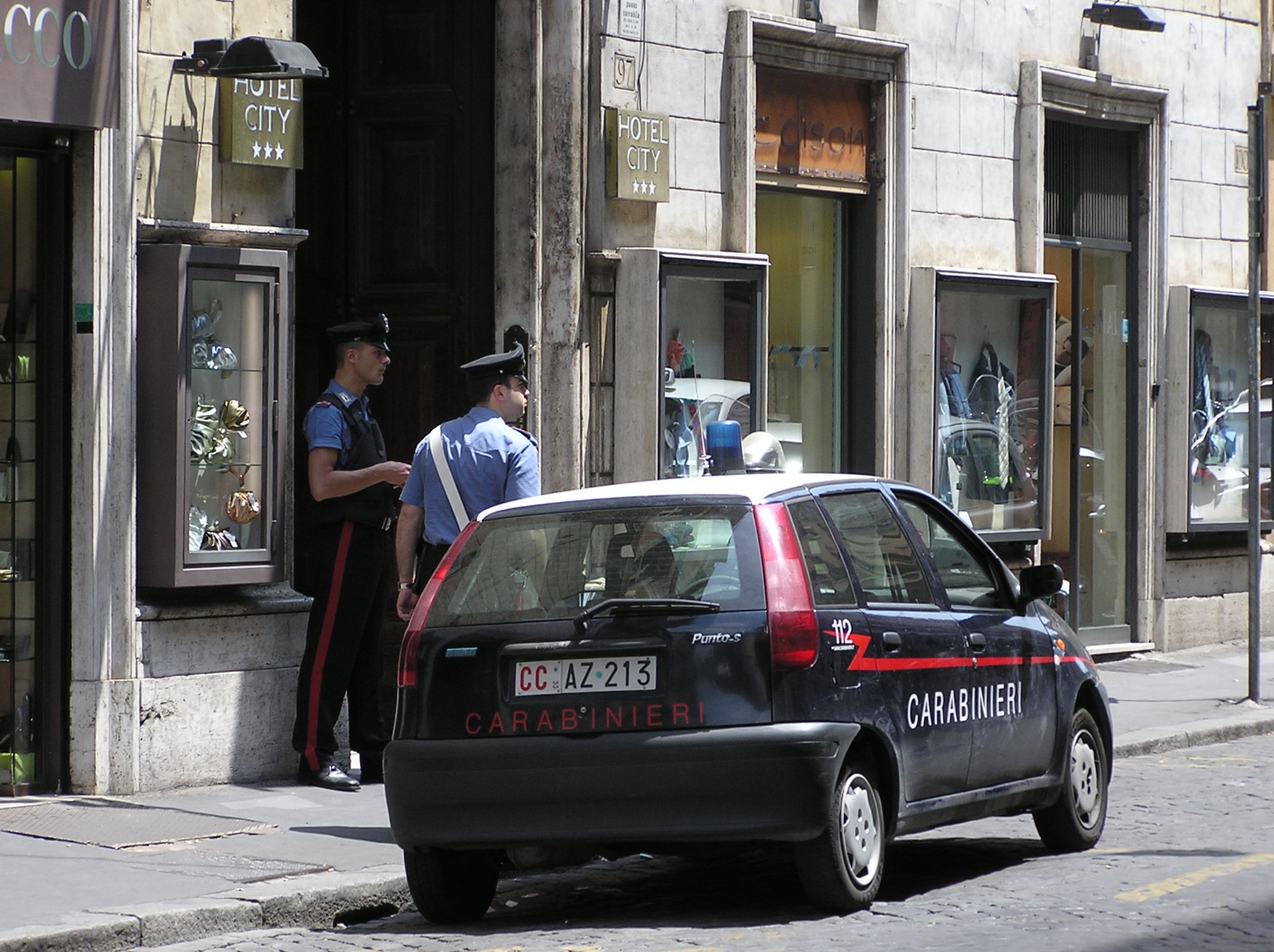
Un'auto dei Carabinieri a Roma, 2007

La criminalità in Italia è presente in varie forme, sono presenti anche associazioni a delinquere di tipo mafioso tipiche di talune regioni d'Italia, che si sono estese con molteplici diramazioni fuori dai confini territoriali e all'estero, e da una corruzione estremamente diffusa, tale da essere considerata "sistemica".

## Storia
Nei decenni successivi al secondo dopoguerra si è assistito alla violenza politica, che ha portato la criminalità dapprima esclusiva di alcune mafie, ad estendersi all'intera penisola tramite organizzazioni estremiste che hanno perdurato negli anni di piombo anche con atti di terrorismo.
Nel corso degli anni settanta/anni ottanta la criminalità italiana era rappresentata da organizzazioni criminali più o meno diffuse nelle principali metropoli, che talvolta giocarono un ruolo cruciale nella storia d'Italia, come i rapporti tra servizi segreti italiani e criminalità.

## Fonti e dati statistici

L'incidenza delle estorsioni da parte della criminalità organizzata nelle province italiane (grafico privo di fonte)

La fonte statistica principale per la quantificazione e distribuzione territoriale dei delitti compiuti in Italia è costituita dai dati dei Delitti denunciati dalle forze di polizia all'autorità giudiziaria compilati dall'ISTAT. L'analisi puntuale delle fattispecie delittuose è invece effettuata annualmente dal Ministero dell'Interno attraverso il Rapporto sulla criminalità in Italia. Alcuni  organi di stampa riportano annualmente la classifica dei reati commessi in Italia ed effettuano un confronto per Regione e per Provincia, sulla base dei dati ISTAT.
Dati relativi agli ultimi anni sono riportati anche nelle  Relazioni al Parlamento. sull'attività delle Forze di Polizia, sullo stato dell'ordine e della sicurezza pubblica e sulla criminalità organizzata, pubblicate dal Ministero dell'Interno.

### Dati per macroregione e per regione
Il Rapporto del Ministero dell'Interno sui delitti denunciati dall'Autorità di Polizia Giudiziaria a tutto il 31 dicembre 2015 evidenzia una netta prevalenza delle regioni del Nord Italia. In particolare, al Nord sono stati commessi 1.333.239 delitti, al Centro 577.656, al Sud 530.664 e nelle Isole 245.690.
La ripartizione del dato regionale dei delitti denunciati ogni 100.000 abitanti mostra la seguente classifica:
1. Emilia-Romagna 5.667
2. Liguria 5.434
3. Lazio 5.237
4. Piemonte 5.155
5. Lombardia 5.052
6. Toscana 4.890
7. Puglia 4.045
8. Campania 3.892
9. Sicilia 3.819
10. Abruzzo 3.743
11. Veneto 3.739
12. Umbria 3.683
13. Marche 3.455
14. Valle d'Aosta 3.434
15. Trentino Alto Adige 3.415
16. Calabria 3.264
17. Friuli Venezia Giulia 3.178
18. Sardegna 3.131
19. Molise 2.913
20. Basilicata 2.608

### Dati per provincia
I dati disponibili sui reati denunciati per provincia ogni 100.000 abitanti per l'anno 2011 mostrano una netta prevalenza delle aree del Centro-Nord rispetto a quelle del Centro-Sud. In particolare, le prime 10 posizioni mostrano la seguente situazione:
1. Milano 7.360
2. Rimini 7.001
3. Bologna 6.914
4. Torino 6.763
5. Roma 6.138
6. Genova 6.122
7. Prato 6.044
8. Ravenna 6.028
9. Firenze 5.641
10. Imperia 5.562

I dati relativi all'anno 2015 per ogni 100.000 abitanti presentano invece le seguenti prime 10 posizioni:
1. Rimini 7.791
2. Milano 7.636
3. Bologna 7.240
4. Torino 6.539
5. Roma 5.950
6. Ravenna 5.936
7. Firenze 5.723
8. Prato 5.685
9. Genova 5.674
10. Savona 5.460

La provincia di Rimini presenta dunque la maggiore incidenza di fatti criminali denunciati, dato di grande rilievo statistico, dato che essa non afferisce ad una delle grandi aree urbane ed alla grande attrattività turistica dell'area.

#### Dati per provincia - macroaree urbane
Il confronto tra le principali province afferenti alle macroaree urbane restituisce invece i seguenti dati (su 100.000 abitanti):
1. Milano 7.636
2. Bologna 7.240
3. Torino 6.539
4. Roma 5.950
5. Firenze 5.723
6. Genova 5.674
7. Venezia 4.956
8. Napoli 4.397
9. Palermo 4.115
10. Reggio Calabria 3.237

### Furti e rapine
Furti e rapine hanno registrato una forte crescita nel corso degli anni settanta e raggiunto il culmine agli inizi degli anni novanta. Anche in questo caso però, entrambi i reati hanno visto invertire questa tendenza: per i furti il tasso comincia a crescere nuovamente a partire dalla metà degli anni novanta e si è riavvicinato oggi ai livelli elevati del 1991. Dal 2004, si sono ridotti tra le due e le tre decine, dopo aver raggiunto livelli ben più bassi rispetto al decennio precedente.

### Omicidi
Secondo il Rapporto sulla Criminalità, redatto dal Ministero dell'Interno, gli omicidi consumati e tentati presentano un andamento così caratterizzato: picchi negli anni sessanta e all'inizio degli anni novanta del XX secolo. Nel 1991, punto di massimo, comincia un andamento in decrescita, che sarà particolarmente sensibile nel caso degli omicidi consumati in relazione all'attività del crimine organizzato. In quell'anno le statistiche delle Forze dell'ordine attribuivano alla criminalità organizzata oltre 700 dei 1.901 omicidi avvenuti in quell'anno. Il forte calo è legato alla crisi della mafia dopo i colpi subiti durante la stagione delle inchieste di Giovanni Falcone e Paolo Borsellino e grazie alla riorganizzazione delle Forze dell'ordine italiane dopo la strage di Capaci e quella di via D'Amelio, con la creazione della Direzione investigativa antimafia (DIA) e della Direzione nazionale antimafia (DNA), e il potenziamento della legislazione sui collaboratori di giustizia
Nel 2023 il tasso è stato di 0,56 omicidi ogni 100.000 abitanti, per un totale di 330 tra omicidi e femminicidi.  A titolo di confronto, questo rende il tasso di omicidi in Italia dieci volte inferiore rispetto a quello degli Stati Uniti. L'Italia rispetto agli omicidi è il paese più sicuro del G8, anche davanti al Giappone, che ha un tasso di 0,73 omicidi e femminicidi ogni 100.000 abitanti e alla Svizzera che ha un tasso di 0,6 omicidi e femminicidi ogni 100.000 abitanti. 
Nel 2024 il trend è in miglioramento rispetto all'anno precedente, i dati ufficiali del Ministero dell'Interno ci dicono che il tasso è stato di 0,52 omicidi ogni 100.000 abitanti, per un totale di 308 tra omicidi e femminicidi. L'Italia si conferma quindi uno dei Paesi con il tasso di omicidi più basso d'Europa e del Mondo. 

### Violenza sessuale
Crescita consistente delle denunce per il reato di violenza sessuale hanno registrato dalla fine degli anni novanta. Bisogna, però, tener presente che la definizione di quali comportamenti configurino il reato di violenza sessuale è stata modificata più volte, ampliandone lo spettro di applicazione fino a includere azioni precedentemente non considerate penalmente perseguibili all'interno di questa fattispecie penale.

## L'attenzione dei mezzi di informazione
I dati dell'Osservatorio Europeo sulla Sicurezza (Demos, Osservatorio di Pavia e Unipolis) riportano che il TG1 (e parimenti il TG5) ha dedicato l'11% delle notizie di prima serata ai "fatti criminali", contro un livello minore (a parità di numero di crimini) dei telegiornali di altri paesi europei: 8% BBC (Regno Unito), 4% TVE (Spagna) e France 2, 2% ARD (Germania).
Secondo il sociologo Ilvo Diamanti, l'Italia si caratterizza per il rapporto tra i mezzi di informazione (specialmente la televisione) e i fatti di criminalità comune. Diamanti sottolinea come i media italiani puntino alla "serializzazione" e alla "drammatizzazione" dei casi criminali, mentre in altri paesi l'informazione è "puntuale" e "contestuale". Ciò avviene soprattutto quando si tratta di casi che coinvolgono persone comuni, o che si sviluppano nell'ambito amicale e familiare, specificando l'intento voyeuristico da comunità ristretta.
Ulteriori spinte caratteristiche dei media italiani potrebbero venire, sempre secondo Diamanti, dal rapporto con la politica, che tende a sfruttare i media per condizionare la percezione sociale dei fenomeni, e così spostare l'attenzione dell'opinione pubblica, ad esempio, dalla disoccupazione alla criminalità.

## Criminalità di tipo mafioso

Struttura della mafia

A causa di difficili condizioni economiche, nella seconda metà dell'Ottocento nel sud del Paese si cominciarono a costituire federazioni di famiglie organizzate su base territoriale, che sarebbero poi diventate: Cosa Nostra in Sicilia, la Camorra in Campania, la Sacra Corona Unita in Puglia e la 'Ndrangheta in Calabria, dalla quale nacque, molto più tardi, il gruppo dei Basilischi centrati sulla Basilicata. Furono i clan formati da italiani espatriati negli Stati Uniti, attraverso i film che ispirarono ai produttori di Hollywood, che diffusero nel mondo intero il termine "mafia" come sinonimo di "crimine organizzato".
Con gli anni, oltre a crearsi un equilibrio sulla competenza territoriale di gruppi e famiglie, si instaurò anche un modus vivendi, che ricalcava e ricalca il despotismo feudale. Il "guardapiazza", letteralmente "colui che difende il territorio", cioè il capo patriarcale di un clan, impone con le armi il suo dominio su di un gruppo, ed il dominio di tale gruppo su una zona, e poi fornisce agli abitanti del territorio, in cambio di fedeltà e sottomissione, protezione da altri gruppi rivali. All'interno del suo feudo amministra giustizia, riscuote tributi, elimina ogni minaccia interna o esterna, assicura per lui e il suo cerchio di fedeli le migliori risorse.
In quanto centro di potere, un clan mafioso entra automaticamente in conflitto e competizione con qualunque stato che lo ospiti, sfidando apertamente il monopolio statale dell'uso legittimo della forza.
I diversi gruppi mafiosi rinunciarono ad attaccare le truppe regolari, e questo consentì la loro sopravvivenza nei primi decenni dopo la conquista del sud. Poi continuarono ad impiantarsi profondamente nel tessuto sociale, profittando della latitanza dello stato civile, che lasciò la zona priva d'istruzione, collegamenti e cibo. In seguito, dal novecento in avanti, incominciarono ad arrivare crescenti flussi di capitali che, attraverso la spesa pubblica, si riversarono nel meridione, e le organizzazioni criminali furono le prime a beneficiare di tali risorse. Le attività mafiose ebbero come principale conseguenza il sabotaggio di ogni possibile sviluppo commerciale, rendendo impraticabili le strade, pericolosi gli scambi e inoperanti i meccanismi di domanda - offerta.

### Diffusione territoriale

#### Lazio
A partire dal secondo dopoguerra, la frastagliata realtà della criminalità romana si è organizzata in varie associazioni criminali, fra cui spiccano la Banda della Magliana (che ha riunito per anni i clan di Testaccio, Trastevere, Magliana e Ostia) e la Cupola Romana, comandata fino al 2014 dal boss Massimo Carminati. A Roma è presente anche il Clan dei Casamonica, ma la Capitale risente anche della presenza di Camorra (in particolare, quella del clan Senese), Cosa nostra e 'Ndrangheta. Nel basso Lazio è forte ed oramai radicata la presenza della Camorra, ma anche della 'ndrangheta. Nella città di Latina opera il clan Di Silvio, famiglia di etnia sinti originaria dell'Abruzzo.

#### Liguria
In Liguria, oramai da tempo, è di stanza la 'Ndrangheta calabrese, organizzata in locali. Nel capoluogo ligure, durante il corso degli anni '70, ha imperversato la cosiddetta 
Banda dei Genovesi, fondata da Cesare Chiti, Mario "Marietto" Rossi e Paolo Dongo.

#### Piemonte
Nel corso degli anni '70 si assistette a una guerra di mafia, durata lungo un decennio, portata avanti dal clan dei catanesi, una cosca mafiosa legata all'allora potente Cosa Nostra e molto attiva nel Nord Italia, in special modo a Torino e Milano.
La storia della mafia siculo-piemontese si è conclusa nel 1988, con un maxiprocesso durato 19 mesi.
Al 2003, sono stati segnalati rapporti di azioni legate al crimine organizzato rari e sporadici. La scarsa rilevanza di questi episodi, fa intendere la presenza di una «proiezione» malavitosa molto debole.
Il panorama delle attività delle mafie italiane quali 'ndrangheta e clan dei catanesi, da sempre presenti nel territorio sin dagli anni '60, non è rimasto immutato per via dell'immigrazione che ha portato alla nascita di gruppi extracomunitari legati specialmente alla mafia albanese e cartelli di droga magrebini e nigeriani.

#### Sicilia
La criminalità nella regione è stata secolarmente rappresentata dall'organizzazione di stampo mafioso Cosa Nostra. In un'escalation di violenza che avuto inizio a partire dalla fine del secondo dopoguerra e termine nei primi anni '90, una lotta repressiva dello Stato cominciata dopo una stagione di attentati diretti a personalità politiche di spicco ha ridimensionato il fenomeno malavitoso.